# Agustín García Calvo (Salesianer)
Agustín García Calvo SDB (* 3. Februar 1905 in Santander; † 9. Dezember 1936 in Valencia) war ein spanischer Salesianerbruder, der gemeinsam mit 31 Gefährten als Märtyrer seliggesprochen wurde.

## Leben
Agustín García Calvo besuchte eine Schule der Salesianer in Santander. Später die Schule der Salesianer in El Campello. Sein Noviziat machte er in Barcelona.
Er galt als ein einfacher Mann, fleißig und aufopferungsvoll.
Agustín García Calvo legte im August 1923 seine Profess ab.
Er wurde am 9. Dezember 1936 im Alter von 31 Jahren ermordet und gehört zu der Gruppe von 32 Salisianern, die in den Verfolgungen des Spanischen Bürgerkriegs in den Jahren von 1936 bis 1938 den Märtyrertod starben.
Papst Johannes Paul II. sprach ihn am 11. März 2001 selig.
Sein Gedenktag ist der 10. Dezember, bei den Salesianern der 22. September.